# Paracentropyge multifasciata
Paracentropyge multifasciata es la única especie de pez ángel marino del género Paracentropyge, de la familia Pomacanthidae. 
Su nombre común en inglés es Barred angelfish, o pez ángel barrado. Está distribuido en aguas tropicales del océano Indo-Pacífico.

## Morfología
Posee la morfología típica de su familia, cuerpo ovalado y comprimido lateralmente, y aletas redondeadas, como las del género emparentado Centropyge. La coloración base de cabeza, cuerpo y aletas es blanca, volviéndose amarilla en el vientre. Tiene 8 barras              
verticales, de color marrón, atravesando el cuerpo desde la aleta dorsal. La primera barra cubre el ojo, y la última está en la base de la aleta caudal. La boca, las aletas pélvicas y el borde exterior de la aleta anal, son amarillos. Tiene un ocelo negro en la parte distal de la aleta dorsal.
Tiene 13 espinas y 17-19 radios blandos dorsales; 3 espinas y 17-18 radios blandos anales. 
Alcanza los 12 cm de largo.

## Hábitat y comportamiento
Esta especie está asociada a arrecifes y es clasificada como no migratoria. Su rango de profundidad está entre 7 y 70 metros, aunque es más usual a partir de los 20 metros.
Habitan salientes, cuevas y grietas de arrecifes exteriores, ocasionalmente en lagunas claras de arrecifes. Es reservada y raramente se aleja más de unos centímetros de algún agujero que le sirva de escape. A menudo ocurre boca abajo.
Ocurre en parejas o en pequeños grupos.

## Distribución geográfica
Se distribuye en el océano Indo-Pacífico, siendo especie nativa de Australia; Birmania; Filipinas; islas Cocos; islas Cook; Fiyi; Guam; Indonesia; Japón; Kiribati; Malasia; islas Marianas del Norte; islas Marshall; Micronesia; Nauru; isla Navidad; Nueva Caledonia; Niue; Palaos; Papúa Nueva Guinea; Polinesia; islas Salomón; Samoa; Tailandia; Taiwán (China); Tokelau; Tonga; Tuvalu; Vanuatu; Vietnam; isla Wake (EE. UU.) y Wallis y Futuna.

## Alimentación
Es principalmente herbívoro, aunque se nutre también de ascidias y pólipos de corales duros.

## Reproducción
Son dioicos, ovíparos, de fertilización externa, y no cuidan sus alevines.